# Detlev Müller-Siemens
Detlev Müller-Siemens (* 30. Juli 1957 in Hamburg) ist ein deutscher Komponist und Dirigent. Er lebt und arbeitet in Basel.

## Leben und Werk
Detlev Müller-Siemens studierte Komposition und Theorie an der Musikhochschule Hamburg bei Günter Friedrichs und György Ligeti (1973–80) sowie am Conservatoire de Paris bei Olivier Messiaen (1977/78). Außerdem studierte er Dirigieren bei Christoph von Dohnányi und Klauspeter Seibel.
Nach seinem Studium bei Olivier Messiaen (1977/78) kehrte er 1981 als Dirigierassistent an der Opéra National de Paris für „Le Grand Macabre“ von György Ligeti nach Paris zurück. Von 1986 bis 1988 war er Kapellmeister der Städtischen Bühnen Freiburg im Breisgau.
Für seine Opern, Orchester- und Kammermusikkompositionen wurde er mit zahlreichen Preisen und Stipendien ausgezeichnet, so 1986 mit dem Schneider-Schott-Musikpreis und 1990 mit dem Rolf-Liebermann-Förderpreis für seine Oper „Die Menschen“.
Von 1991 bis 2005 lehrte er an der Musikhochschule Basel Komposition und Musiktheorie. Von 2005 bis 2023 war er Professor für Komposition an der Universität für Musik und darstellende Kunst Wien. Seine Werke sind verlegt beim Musikverlag Schott, Mainz.
Eine Auseinandersetzung mit dem Werk Becketts seit 1999 fand bisher ihren Niederschlag in seiner Oper „Bing“, „the space of a step“ für Orchester sowie in den Kammermusikwerken „Light blue, almost white“ und „called dusk“.

## Preise und Auszeichnungen (Auswahl)
- 1980/1982: Villa-Massimo-Stipendium, Rom
- 1986: Schneider-Schott-Musikpreis Mainz
- 1988: Rolf-Liebermann-Stipendium
- 1990: Rolf-Liebermann-Förderpreis

## Werke (Auswahl)
- Under Neonlight II für Klavier, 1980–83
- Under Neonlight I für Ensemble, 1980/81
- Klavierkonzert, 1980–1981
- Bratschenkonzert, 1983–1984
- Under Neonlight III für Klavier, 1987
- Quatre Passages für Orchester, 1988
- Hornkonzert, 1988–1989
- Die Menschen, Oper, 1989–1990
- Carillon für Orchester, 1991
- Doppelkonzert für Violine, Viola und Orchester, 1992
- Phoenix 1,2,3 für Ensemble, 1993–1995
- Maiastra für Orchester, 1995–1996
- Cuts für Alt-Saxophon und Ensemble, 1996/97
- Light blue, almost white für Ensemble, 1998
- Bing, Musiktheater, 1998–2000
- Streichtrio, 2002
- Die Aussicht für Chor und Ensemble, 2003/04
- the space of a step für Orchester, 2003/04
- distant traces (in memoriam György Ligeti) für Violine, Viola und Klavier, 2007
- lost traces für Klavierquartett, 2007
- ...called dusk (in memoriam György Ligeti) für Violoncello und Klavier, 2008
- Kommos für großes Ensemble, 2008/09
- Privacy (in memoriam Laszlo Polgar) für Klarinette, Violine und Klavier, 2010
- ...called dusk II für Streichquartett, 2011
- Drei Klavierstücke, 2012
- …called dusk IV für Orchester, 2012/13
- …called dusk III für Ensemble, 2014
- …called dusk V für Violine solo, 2014
- Subsong 1 für Ensemble, 2015
- Subsong 2 für Streichquartett, 2017/18
- Subsong 3 für Bassettklarinette und Streichquartett, 2020/21

siehe auch: Liste deutscher Komponisten